# The Rains of Castamere
"The Rains of Castamere" (em português:  "As Chuvas de Castamere") é o nono episódio da terceira temporada da série de fantasia medieval Game of Thrones. Ele foi escrito por David Benioff e D. B. Weiss, criadores e produtores executivos do programa, e dirigido por David Nutter. O episódio foi exibido pela primeira vez nos Estados Unidos em 2 de junho de 2013 pela HBO.
O episódio é focado no casamento de Edmure Tully com Roslin Frey. Outras histórias abordadas incluem a separação do grupo de Bran Stark, a lealdade de Jon Snow sendo testada e Daenerys Targaryen planejando sua invasão da cidade de Yunkai.

## Enredo

### No Norte
Ao Norte da Muralha, Samwell Tarly e Goiva continuam sua caminhada rumo ao Sul. Ele conta a selvagem seus planos para cruzar a Muralha usando uma entrada em Fortenoite, um dos vários castelos abandonados originalmente usados pela Patrulha da Noite.
Ao Sul da Muralha, Bran Stark e seu grupo abrigam-se dentro de um moinho abandonado. Ali perto, Jon Snow e os selvagens atacam a casa de um criador de cavalos, tomando seu ouro e seus cavalos enquanto o velho foge. Dentro do moinho, enquanto Bran e Jojen Reed discutem como atravessar a Muralha, Meera Reed avista o criador de cavalos cavalgando. Depois do velho ser capturado pelos selvagens, Hodor – assustado com os trovões – começa a gritar, ameaçando entregar sua localização. Bran usa seus poderes de warg para entrar na mente dele acalmá-lo.
Do lado de fora, Tormund prepara-se para matar o velho, porém Orell diz que Jon precisa matá-lo para provar sua lealdade. Ele é incapaz de matar uma pessoa inocente, e Ygritte acaba matando o homem com uma flecha. Tormund ordena que seus homens matem Jon; ele empurra Ygritte para longe e começa a se defender. Bran entra na mente de Verão, seu lobo gigante, e ajuda Jon. Jon mata Orell enquanto Verão e Cão Felpudo cuidam dos outros selvagens, em seguida pegando um cavalo e indo de volta para a Muralha. Ele deixa Ygritte para trás. Durante a noite, Bran pede para que Osha leve Rickon até os Umber; eles partem logo em seguida.

### Além do Mar Estreito
Planejando a invasão de Yunkai, Daario Naharis conta a Daenerys Targaryen e seus cavaleiros sobre um portão do lado de trás da cidade. Eles podem entrar sorrateiramente e abrir o portão principal para o exército Imaculado. Sor Jorah Mormont desconfia do plano, porém concorda depois de Verme Cinzento também concordar. Ao cair da noite, os três vão para o portão. Daario entra primeiro, fingindo ainda ser um leal comandante dos Segundos Filhos. Pouco depois ele faz sinal para Sor Jorah e Verme Cinzento entrarem. Logo, eles são emboscados por um grupo de soldados escravos de Yunkai; apesar de estarem em menor número, eles conseguem matar todos e completar a missão. O grupo volta para Daenerys e diz que ela agora controla a cidade.

### Nas Gêmeas
No acampamento Stark, Catelyn aconselha Robb, o Rei no Norte, sobre sua aliança com Lorde Walder Frey e seu plano de atacar Rochedo Casterly, a sede da Casa Lannister. As forças Stark logo chegam nas Gêmeas, sede da Casa Frey, onde recebem de Lorde Walder pão e sal, um símbolo do "direito do convidado": uma garantia de segurança. Robb se desculpa com o sarcástico Lorde Walder e suas filhas. Walder aceita as desculpas, porém insiste em analisar Talisa Maegyr, a mulher com quem Robb quebrou seu juramento. Ali perto, Arya Stark e Sandor "Cão de Caça" Clegane viajam para as Gêmeas. Ao encontrarem um comerciante com uma carroça, Cão de Caça derruba o homem e prepara-se para matá-lo. Arya consegue dissuadi-lo e os dois roubam a carroça.
À noite, Lorde Walder leva sua filha Roslin até seu futuro marido Edmure Tully, que fica surpreendido por sua beleza. Eles se casam e as festas começam. Durante o banquete, Lorde Walder pede para que o casal seja levado até o quarto. Depois deles sairem, Lothar Frey fecha as portas do salão e a banda começa a tocar "The Rains of Castamere", uma canção Lannister. Do lado de fora do castelo, usando a carroça de comida como disfarce, Cão de Caça e Arya chegam nas Gêmeas. Eles são barrados na entrada, porém Arya consegue entrar.
Catelyn percebe que Lorde Roose Bolton está usando uma cota de malha por de baixo de suas vestes, e percebe que foram traídos. Lorde Walder faz sinal para seus homens atacarem as forças Stark, e Lothar mata Talisa ao esfaqueá-la repetidas vezes na barriga. Antes de conseguir reagir, Robb é atingido por uma flecha. Arya vê homens Frey matando soldados Stark e Vento Cinzento, o lobo gigante de Robb. Ela é salva por Cão de Caça, que a deixa inconsciente e a leva embora. Dentro, apesar de ferida, Catelyn consegue pegar Joyeuse Frey, a jovem esposa de Lorde Walder, como refém, exigindo que eles deixem Robb ir embora. Lorde Walder se recusa, e Roose Bolton esfaqueia Robb no coração dizendo, "Os Lannister mandam lembranças". Catelyn mata Joyeuse antes de Walder Negro cortar sua garganta.